# Brama Michalska

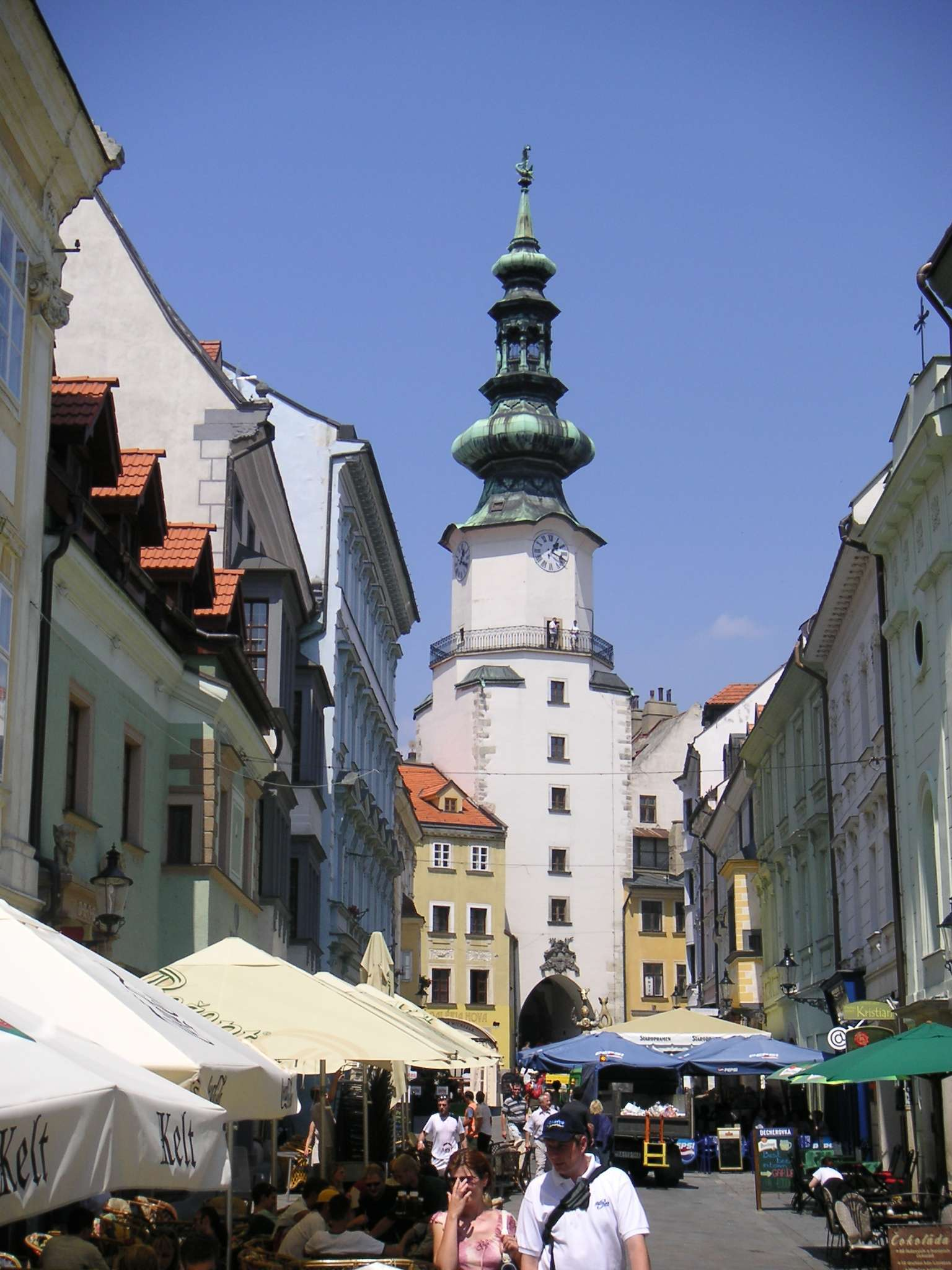

Brama Michalska (słow. Michalská brána, węg. Mihálykapu, niem. Michaelertor; słow. także: Michalská veža – „Wieża Michalska”) – jedyna zachowana brama miejska w Bratysławie. Obecnie pomalowana jest na biało; posiada strzelistą 51-metrową wieżę z czterema tarczami zegarowymi i cebulastym hełmem; na szczycie znajduje się XVIII-wieczna rzeźba Michała Archanioła.

## Historia
Wybudowano ją około 1300 roku, a pierwsza pisemna wzmianka pochodzi z roku 1411. Fortyfikacje za bramą były wzmocnione mostem zwodzonym oraz fosą, po której do dzisiaj pozostał ślad. Wejście było zamykane drewnianą broną. Nazwa bramy pochodzi od kościoła św. Michała, który stał niedaleko, lub od przyległej osady. Oprócz tej bramy powstały wówczas dwie inne – Laurińska (Laurinská), nazywana też Wawrzyniecką (Vavrinecká) oraz Wydrzycka (Vydrická), a w XV wieku kolejna – Rybacka (Rybárska).
Ośmioboczna wieża została wybudowana na początku XVI wieku, natomiast barokowe zwieńczenie to efekt renowacji z lat z 1753–1758, z okresu panowania królowej Węgier Marii Teresy. W tym czasie remontowano również inną bramę, znajdującą się obok dzisiejszego Słowackiego Teatru Narodowego, ale ta nie przetrwała do dziś. W okresie, gdy Bratysława była miejscem koronacyjnym węgierskich monarchów przez bramę przemieszczał się orszak królewski podczas uroczystości koronacyjnych. Na ścianie bramy od strony ulicy Michalskiej znajduje się tablica z 1758 roku z herbami Węgier i miejskim oraz tekstem łacińskim upamiętniającym renowację bramy za rządów Marii Teresy.
Współcześnie w bramie mieści się muzeum średniowiecznych fortyfikacji, gdzie zaprezentowano zbiory związane z tematyką oraz niewielką kolekcję uzbrojenia i umundurowania (eksponaty obejmują również XX wiek), a na szóstym piętrze udostępniono turystom taras widokowy z panoramą bratysławskiego Starego Miasta. Na wieży umieszczono też laser, który przecina powietrze nad ulicą Michalską.

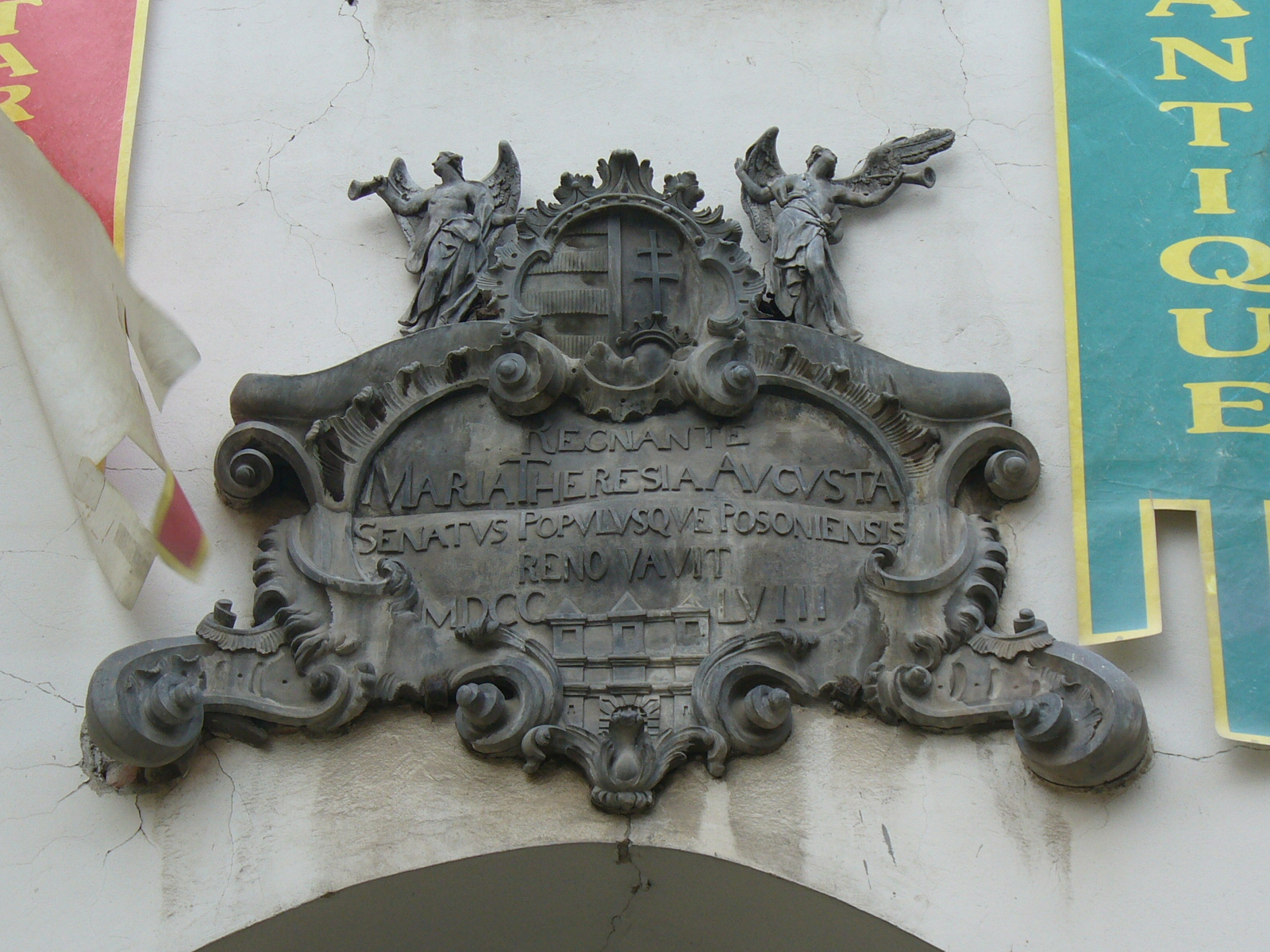
Tablica z 1758
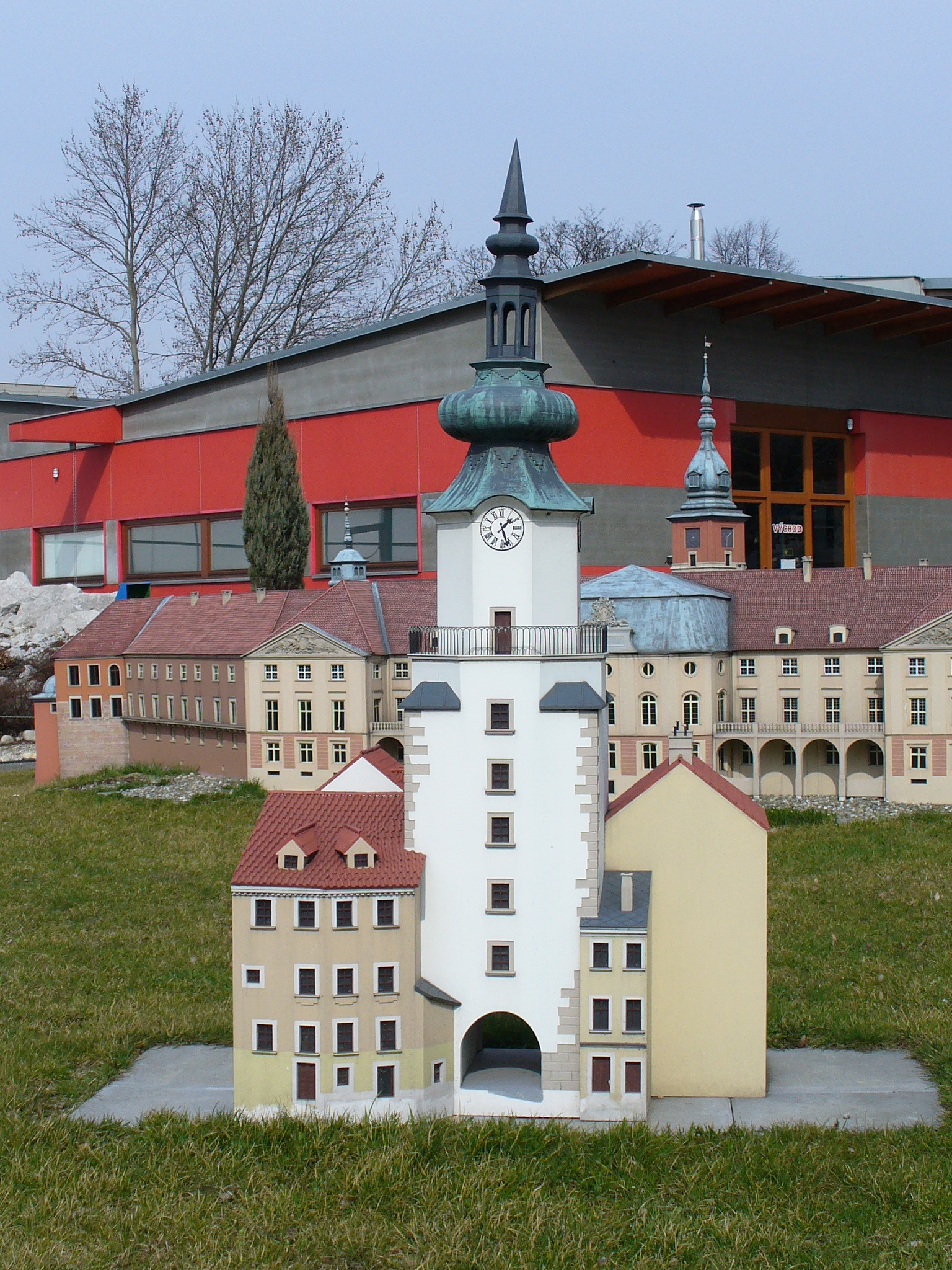
Model Bramy Michalskiej w parku miniatur Miniuni w Ostrawie